# Яу Кін Вай
Яу Кін Вай (кит. трад.: 丘健威; ютпхін: jau gin wai; нар. 4 січня 1973, Гонконг) — гонконзький футболіст, який грав на позиції захисника. Після завершення виступів на футбольних полях — юнацький футбольний тренер та спортивний коментатор. Найбільш відомий за виступами у клубі «Саут Чайна» та збірній Гонконгу, у складі якої брав участь у трьох турнірах Азійських ігор.

## Клубна кар'єра
Яу Кін Вай розпочав виступи на футбольних полях у складі клубу «Куй Тан» у 1991 році. У 1992 році він перейшов до складу клубу «Кітчі», а з 1994 року грав у складі клубу «Саут Чайна», у складі якого став дворазовим чемпіоном Гонконгу та тричі володарем Кубка Гонконгу. Після завершення виступів на футбольних полях у 2005 році Яу Кін Вай став спортивним коментатором та тренером юнацьких футбольних команд.

## Виступи за збірну
У 1993 році Яу Кін Вай дебютував у складі збірної Гонконгу. У складі збірної брав участь у турнірах Азійських ігор 1994, 1998 і 2002 років. У складі збірної футболіст грав до 2003 року, загалом зіграв у складі збірної 38 матчів, у яких відзначився 7 забитими м'ячами.

## Титули і досягнення
«Саут Чайна»
- Чемпіон Гонконгу: 1996–97, 1999—2000
- Володар Кубка Гонконгу: 1995—1996, 1998—1999, 2001—2002